# M’bonoua
M’bonoua est une localité du sud de la Côte d'Ivoire et appartenant au district d'Abidjan, dans la Région des Lagunes. La localité de M’bonoua est un chef-lieu de commune.